# Луговая (Юргамышский район)
Луговая — деревня в Юргамышском районе Курганской области. Входит в состав Кипельского сельсовета.

## География
Автомобильное сообщение. Находится 81,7 км на запад от города Курган.

## Население
| 1989 | 2002 | 2010 |
| ---- | ---- | ---- |
| 106  | ↘76  | ↘61  |